# Воззвание Врангеля к русским людям

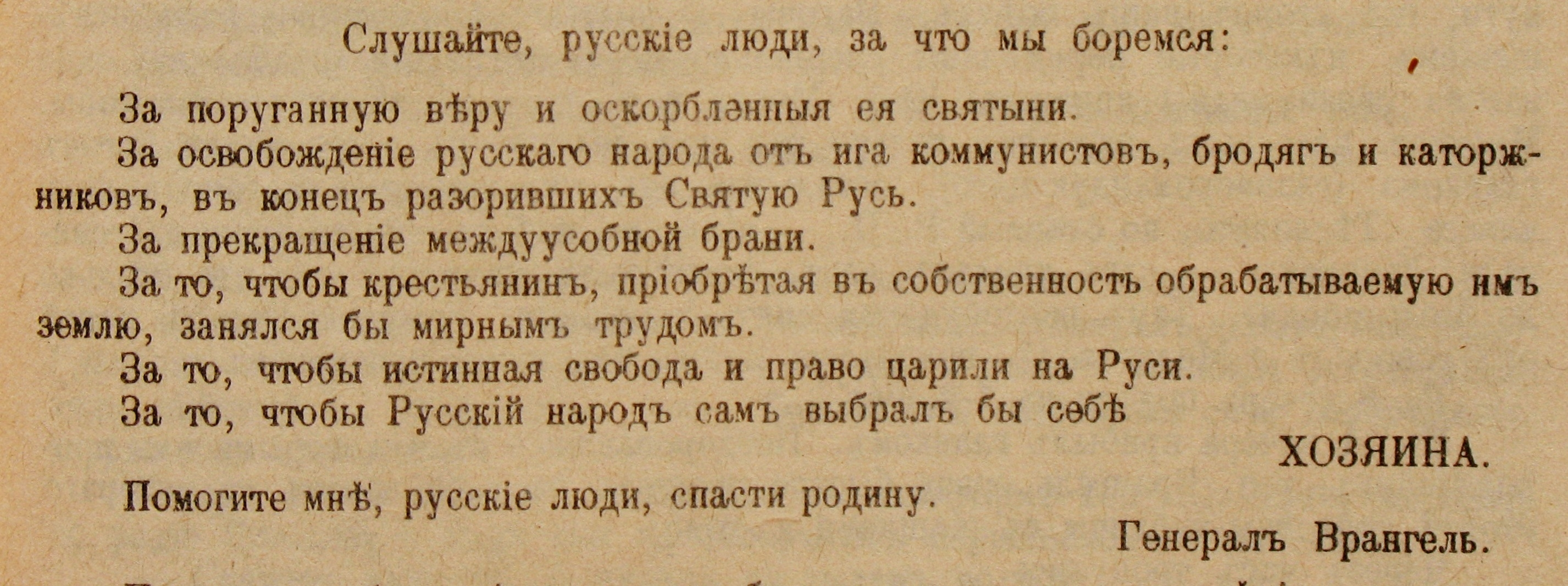
Текст обращения Врангеля в книге Архив русской революции. Берлин, т. 5, 1922

«К русским людям» (также «За что мы боремся?», рус. дореф. «Слушайте, русскiе люди, за что мы боремся») — программно-политический документ Белого движения на Юге России, воззвание командующего Русской армией генерал-лейтенанта Петра Врангеля, обнародованное 20 мая 1920 года в Севастополе.

## История
Документ был опубликован 20 мая 1920 года в Севастополе.
В день выхода воззвания был также издан приказ «правителя и главнокомандующего Вооруженными Силами на Юге России», в котором русский народ призывался на помощь армии Врангеля. Дух данного приказа содержался в лозунге: «Народу — земля и воля в устроении государства».
Также в документе определялось предстоящее подписание закона о волостном земстве (фактически он был подписан позднее — 15 июля 1920 года).

## Содержание
В воззвании заявлялись цели борьбы Русской армии Врангеля в условиях Гражданской войны, в которых декларировалось стремление обеспечить крестьянину, приобретающему в собственность обрабатываемую им землю, возможность занятия на ней мирным трудом, а также обеспечить возможность русскому народу самому себе выбрать «хозяина».
Врангель обращался «к русским людям» с просьбой помочь ему «спасти Родину».

## Оценки
Кандидат педагогических наук, преподаватель риторики ВУНЦ ВМФ С. Э. Зверев, а вслед за ним и исследователь политических речей и текстов, кандидат филологических наук А. В. Чернов оценили обращение Врангеля как первый документ Белого движения, ориентированный на самые насущные потребности массы трудового населения, а не только на высокие национально-патриотические чувства офицерства и интеллигенции.
Доктора исторических наук П. Ф. Алёшкин и Ю. А. Васильев, а также доктор исторических наук А. С. Пученков отмечают казус, произошедший с упомянутым в воззвании термином «хозяин» — после выхода документа появились его трактовки с намёком на личные амбиции Врангеля на получение власти, и данные слухи Врангелю пришлось опровергать. Исследователи считают, что объяснения Врангеля оказались неубедительными и «стало очевидным, что амбициозный и честолюбивый боевой генерал, монархические симпатии которого были хорошо известны, невольно проговорился» и заставил думать, что он желает стать «Петром Четвёртым».
Кандидат политических наук В. П. Изергина обращает внимание на то, что при поставленном в воззвании вопросе «За что мы боремся?» — на первом месте стояла «поруганная вера». Воззвание начиналось словами: «Слушайте, русские люди, за что мы боремся: за поруганную веру и оскорбленные её святыни».

### Мемуары, воспоминания
- Врангель П. Н. Глава III. Приказ о земле и волостном земстве // Записки. — Викитека : Белое движение. Электронная библиотека Дискавери (DVD). ИДДК ГРУПП, Москва, 2003.
- Витковский В. К. В борьбе за Россию (воспоминания). — Сан-Франциско, 1963.

### Исследования
- Алёшкин П. Ф., Васильев Ю. А. Столыпинское дежавю генерала Врангеля // Научные труды Московского гуманитарного университета. — 2017. — № 6. — С. 45—55.
- Чернов А. В. Крестьянство в риторике власти в эпоху русской революции и Гражданской войны.. — В: Российское крестьянство и сельское хозяйство в контексте региональной истории. Материалы VII Всероссийской (XV региональной) с международным участием конференции историков-аграрников Среднего Поволжья. // Марийский государственный университет (Йошкар-Ола). — 2018. — С. 383—395.
- Зверев С. Э. Военная риторика Новейшего времени. Гражданская война в России.. — Санкт-Петербург : Алетейя, 2012. — 376 с. — ISBN 78-5-91419-734-3.
- Изергина В. П. Православный компонент в идеологии Белого движения в России // Гуманитарий: актуальные проблемы гуманитарной науки и образования. — 2011. — № 4 (16). — С. 27—32.
- Пученков А. С. Феномен врангелевского Крыма? // Russian Colonial Studies. — 2020. — № 2(6). — С. 31—44. — ISSN 2686-9217.
- Кенез Питер. Подлинная история Добровольческой армии. 1917—1918 / Пер. с англ.. — М.: Алгоритм, 2017. — 320 с. — (Неизвестная Гражданская война). — 1500 экз. — ISBN 978-5-906979-90-2.
- Peter Kenez. Civil war in South Russia, 1919-1920 : The defeat of the Whites (англ.). — Stanford: University of California Press, 1977. — 378 p. — ISBN 0-520-03346-9.